# Link flap
Link flap — состояние, при котором статус порта постоянно меняется между Up и Down. Link flap может быть вызван перезагрузкой конечного оборудования, функциями энергосбережения, неправильной настройкой дуплекса или нестабильностью конечных соединениях и проблемами с целостностью сигналов на канале.